# Schweriner See
Schweriner See är med en yta av 61,54 km² den fjärde största insjön i Tyskland. Sjön ligger i förbundslandet Mecklenburg-Vorpommern mellan Schwerin och Wismar.
Sjön skapades under senaste istiden (Weichsel).

## Geografi
Den är 24,8 km lång och upp till 6 km bred. I genomsnitt ligger vattennivån 37,8 meter över havet. Sjön avvattnas av floden Stör samt en kanal (Störkanalen) som mynnar i floden Elde. Även i norr ansluter en liten kanal som har anslut till en bäck som mynnar vid Wismar i Östersjön. Kanalen anlades under 1500-talet och kallas för Wallensteingraben.   Den lilla vattenvägen kan användas av avancerade kanotister.
Schweriner See delas ungefär i mitten av en dammbyggnad (Paulsdamm), som skapades 1842, i två delar, Aussen- och Innensee. Dammbyggnaden har en öppning som överbryggas av en bro.

## Flora och Fauna
Sjön är näringsrik och ingår i nätverket Natura 2000. Större djur som iakttas vid sjön är havsörn och fiskgjuse samt utter. Av fiskar finns bland annat abborre, gös och gädda.

## Turism
Schweriner See trafikeras av 6 passagerarfartyg som har sin centrala hamn vid Schwerins slott.